# Мизантропија
Мизантропија је општа мржња, непријатељство, неповерење или презир према људској врсти или људској природи. Мизантроп је неко ко има такве погледе или осећања. Порекло речи је од грчких речи μισος (мисос, „мржња”) и θνθρωπος ( антропос, „човек”). Стање се често брка са асоцијалношћу.

## Западна култура
Гистав Флобер је једном изјавио да ће „умрети од потиснутог беса због лудости својих ближњих”. Мизантропија се приписује и бројним писцима сатире, као што су Вилијам С. Гилберт (Мрзим свог ближњег) и Вилијам Шекспир (Тимон Атински). Сматра се да је Џонатан Свифт био мизантроп. Песник Филип Ларкин описан је као мизантроп.
Молијерова представа Мизантроп је једна од најпознатијих француских представа на ову тему. Мање позната, али савременија је драма Франсое Дорина из 1971. године, Un sale égoïste (Погани егоиста) која заузима гледиште мизантропа и мами гледаоца да схвати његове мотиве.
Микеланђело је сматран за мизантропа. Дон Ван Влајет (познат као Капетан Бифхарт) описан је као мизантроп, а његова блиска пријатељица Кристина Макена је тврдила да је „мислио да су људска бића најгора врста о којој се може сањати”. Мориси, текстописац, назван је „најпопуларнијим поп мизантропом”.

## Средњоисточна филозофија
У раној исламској филозофији, неки слободоумни људи као што су Ибн ал-Раванди, исламски скептик и Рази често су изражавали мизантропске погледе.
У јудејско-исламским филозофијама (800 - 1400), јеврејски филозоф Садија Гаон користи платонску идеју да је самоизоловани човек дехуманизован без пријатељства да би се супротставио мизантропији анахоретског аскетизма и повучености.